# Oprilivți, Zbaraj
Oprilivți (în ucraineană Опрілівці) este un sat în comuna Novîkî din raionul Zbaraj, regiunea Ternopil, Ucraina.

## Demografie
Componența lingvistică a localității Oprilivți
     Ucraineană (99,76%)
     Alte limbi (0,24%)
Conform recensământului din 2001, majoritatea populației localității Oprilivți era vorbitoare de ucraineană (99,76%), existând în minoritate și vorbitori de alte limbi.